# Pierre Charles Rouyer
Pour les articles homonymes, voir Rouyer.
Pierre Charles Rouyer, né le 12 mai 1769 à Verdun et mort le 31 août 1831 à Paris, est un pharmacien français.

## Biographie
Pharmacien de 3e classe en Égypte, il fait partie de l'expédition d'Égypte et devient pharmacien en chef et directeur de la pharmacie en Égypte.
De retour en France en 1802, il est nommé pharmacien aux Invalides. Il est promu pharmacien aide-major en 1811.
Il est nommé chevalier de la Légion d'honneur en 1821.